# Bonthainia
Bonthainia is een geslacht van hooiwagens uit de familie Sclerosomatidae.
De wetenschappelijke naam Bonthainia is voor het eerst geldig gepubliceerd door Roewer in 1913. 

## Soorten
Bonthainia omvat de volgende 5 soorten:
- Bonthainia aenescens
- Bonthainia annulata
- Bonthainia celebensis
- Bonthainia elegans
- Bonthainia gravelyi